# NRJ Music Awards
Els NRJ Music Awards, creats l'any 2000 per l'emissora de ràdio NRJ amb la col·laboració del canal de televisió TF1, són l'equivalent als Premis 40 Principals a Espanya o els MTV Music Awards a Europa/EUA. Cada any, a mitjans del mes de gener, i durant 3 setmanes intenses, Cannes (França) es vesteix de gala per rebre sota l'eufòria de milers de fans a un grapat d'artistes de caràcter nacional i internacional que venen a recollir el reconeixement que atorga NRJ al seu esforç.
Els guardons s'atorguen gràcies al sistema de televot, o més recentment per Internet, durant la gala i abans de la gala. Fins avui dia, l'artista que més recompenses en forma de premi ha obtingut ha sigut Mylènne Farmer, que s'ha emportat a casa ni més ni menys que 8 trofeus. De prop, però, li segueix la guanyadora de la primera edició de l'”Operación Triunfo” francesa, Jenifer, amb 7 guardons.
L'esdeveniment és l'ocasió ideal per treure al mercat el CD compilació amb totes les cançons de la cerimònia d'entrega de premis que té molt bona acollida a la llista d'èxits francesa. I és que TF1 aconsegueix cada any estar en primera llista dels programes més vistos amb, més de 6 880 000 de telespectadors (el 34,8% del total de l'audiència).

## Categories
- Artista revelació de parla francesa de l'any
- Artista revelació internacional de l'any
- Millor artista masculí de parla francesa de l'any
- Millor artista masculí internacional de l'any
- Millor artista femenina de parla francesa de l'any
- Millor artista femenina international de l'any
- Millor cançó de parla francesa de l'any
- Millor cançó internacional de l'any
- Millor àlbum de parla francesa de l'any (any 2011 exclòs)
- Millor àlbum internacional de l'any (any 2011 exclòs)
- Millor grup/duet musical de parla francesa de l'any
- Millor grup/duet musical internacional de l'any
- Pàgina web musical de l'any (només del 2000 al 2004)
- Videoclip de l'any (des del 2005 al 2011 – any 2010 exclòs)
- Millor Concert de l'any (a partir del 2000)
- Millor DJ de l'any (a partir del 2007)
- Premi a Cançó més baixada per Internet de l'any (a partir del 2010)
- Premi a Hit de l'any (a partir del 2011)